# José Antonio Canteras Alonso
José Antonio Canteras Alonso (Cuevas de Almanzora, Almería, 7 de mayo de 1952) es un pintor español que destaca por su trabajo en acuarela.

## Biografía y trayectoria profesional
Aparte de la acuarela, emplea otras técnicas, como el óleo, la acuarela y tinta china y los esmaltes sintéticos. Su temática preferida es el paisaje urbano y rural almeriense. 
Estudió bachillerato en Huércal-Overa (Almería) donde fue discípulo de Miguel Cantón Checa, del que recibió grandes influencias y con el que mantuvo una estrecha relación personal y artística. En 1977 se licenció en Bellas Artes en la Escuela Superior de Bellas Artes de la Real Academia Catalana de Bellas Artes de San Jorge en Barcelona, donde estudió con maestros como Muxart, Hernández Pizjuán, Francisco Rivera, y Puigdangolas. En el verano de 1976, dicha institución le otorgó una beca para de estancia en la Escuela de Pintores de El Paular, en la sierra de Guadarrama (Madrid). 
En 1977 comienza a trabajar decorando el Museo Arqueológico de Ceuta. En 1983 ilustra el libro Historia de Almería y diseña el logotipo y cartelería del Colegio Universitario de Teruel. En 1984 publica junto con Vicente Meavilla el libro Viaje gráfico por el mundo de las matemáticas y colabora como ilustrador en la obra Agricultura y sociedad de El Ejido en el siglo XII de Pedro Ponce. En 1988 ilustra una reedición del poema dramático Pan de sierra, de José María Álvarez de Sotomayor.
En 1991, la sala de exposiciones del edificio La Tercia, en Cuevas del Almanzora, se inaugura con una exposición antológica sobre su obra. En 2002 el ayuntamiento de la localidad le concede el Escudo de Oro por su labor artística y docente, le nombra hijo ilustre y predilecto, y publica un libro antológico. 
Ha expuesto colectivamente y en solitario en las provincias de Almería, Granada, Jaén, Barcelona, Teruel, Salamanca y Segovia. Su obra forma parte de la exposición permanente del Museo de Arte Contemporáneo Antonio Manuel Campoy de Cuevas del Almanzora.
Ha sido profesor de Instituto en la especialidad de Dibujo desde 1979, habiendo impartido sus clases los últimos veinticinco años hasta su jubilación en 2012 en el IES Alborán de Almería.